# The Trial of the Incredible Hulk
The Trial of the Incredible Hulk (no Brasil, O Julgamento do Incrivel Hulk; em Portugal, O Julgamento de Hulk ou O Julgamento do Incrível Hulk) foi o segundo telefilme criado para o personagem da Marvel Comics, Hulk. Estreou em 1989.

## Sinopse
Ao tentar impedir um assalto no metrô, David Banner (Bill Bixby, do seriado O Incrível Hulk) é preso e indiciado por assalto e defendido pelo advogado cego Matt Murdock (Rex Smith, astro da produção original de Broadway do musical Grease). Mas quando o Hulk (Lou Ferrigno, também do seriado O Incrível Hulk) enlouquece e escapa da cadeia, Murdock revela seu próprio segredo a Banner. Estes dois homens com poderes fora do comum poderão unir esforços para derrotar um sindicato internacional do crime? Ou serão devorados pelos demônios que carregam dentro de si e que são capazes de destruir tudo o que estiver em volta? Dirigido por Bill Bixby e com participações especiais de Stan Lee, criador de O Incrível Hulk e incontáveis personagens da Marvel Comics e John Rhys-Davies (dos filmes Indiana Jones e O Senhor dos Anéis), no papel de Rei do Crime, este filme inclui o que é considerada uma das melhores cenas do frenesí destrutivo do Hulk.

## Elenco
- Bill Bixby como: Dr. David Bruce Banner
- Lou Ferrigno como: Hulk
- Jack Colvin como: Repórter Jack McGee
- Rex Smith como: Matt Murdock / Demolidor
- John Rhys-Davies como: Wilson Fisk / Rei do Crime

## Recepção
Embora não tenha conseguido dar origem a uma série de televisão do Demolidor, O Julgamento do Incrível Hulk obteve avaliações muito altas.
Os espectadores ficaram menos entusiasmados com ele do que com The Incredible Hulk Returns . As críticas mais comuns foram a ausência do próprio Hulk no ato final e o título enganoso (o "julgamento" só acontece em uma sequência de sonho ).

Em uma revisão retrospectiva para o Radio Times Guide to Films , o crítico de cinema Narinder Flora concedeu ao filme duas estrelas de cinco, chamando-o de "um filme de ação manso" com "todas as características de uma ideia que perdeu força"